# Bromure de xylyle
Le bromure de xylyle est un composé organobromé aromatique de formule chimique C6H4(CH3)(CH2Br). C'est un gaz lacrymogène également utilisé comme arme chimique par les armées allemandes au cours de la Première Guerre mondiale sous le nom de T-Stoff. Il s'agit d'un mélange d'isomères dont le plus irritant est l'isomère ortho, qui cristallise en formant des cristaux prismatiques incolores. Ces composés se présentent sous la forme de liquides incolores à température de fusion élevée qui tendent à se colorer en jaune en vieillissant ou sous l'effet d'impuretés. Le bromure de para-xylyle est solide à température ambiante et fond vers 38 °C. Ils sont insolubles dans l'eau, où ils tendent à se décomposer ; ils sont en revanche solubles dans l'éthanol et l'éther diéthylique. On peut obtenir du bromure de xylyle en faisant réagir du brome sur du xylène. 
Le bromure de xylyle a été utilisé pour la première fois en janvier 1915 par l'armée allemande à la Bataille de Bolimov sur le front de l'Est, mais ce fut un échec complet : les températures étaient trop basses pour que le gaz fasse pleinement son effet sur les troupes russes, et les vents contraires rabattirent les vapeurs sur les troupes allemandes. Une attaque semblable eut lieu en mars 1915 à Nieuport, en Belgique, et se solda également par un échec. Malgré ce manque répété d'efficacité, le bromure de xylyle continua à être utilisé sur les champs de bataille, notamment parce qu'il pouvait être produit en abondance.